# حميد رماس
حميد رماس، ممثل ومخرج مسرحي جزائري، اسمه الحقيقي محمد رماس، من مواليد 11 مارس 1949 في وهران، توفي في نوفمبر 2016. قدم العديد من الأعمال السينمائية والتلفزيونية والمسرحية الهامة، وذلك بعد أن وقع في عشق الفن، والتحق بمعهد برج الكيفان عام 1967
شارك في عدة أعمال سينمائية جزائرية، منها "حسان طاكسي" وفيلم "رحلة إلى الجزائر" مع المخرج عبد الكريم بهلول و"عطور الجزائر" مع رشيد بلحاج". والعديد من المسلسلات من بينها: مسلسل نور الفجر، شتاء بارد، معاناة امراة، اسرار الماضي، دموع القلب، وغيرها.